# Ratsirakia legendrei
Ratsirakia legendrei е вид лъчеперка от семейство Eleotridae, единствен представител на род Ratsirakia.

## Разпространение
Видът е разпространен в Мадагаскар.